# حيدرة (مدينة حجة)

تعديل مصدري - تعديل

حيدرة هي إحدى قرى عزلة عبس بمديرية مدينة حجة التابعة لمحافظة حجة، بلغ تعداد سكانها 16 نسمة حسب تعداد اليمن لعام 2004.